# ويليام وارد ستيفنز
ويليام وارد ستيفنز (بالإنجليزية: William Ward Stephens)‏ هو مدرب خيول أمريكي، ولد في 21 نوفمبر 1922 في ستانتون في الولايات المتحدة، وتوفي في 10 يوليو 1987 بسبب سرطان الرئة.